# Jane Relf
Jane Relf (7 maart 1947) is een Britse zangeres, die in de schaduw stond van haar oudere broer Keith Relf.
Relf vond dat zij wel een aardige stem had en maakte haar broer er op attent dat zij eventueel wel mee wilde zingen in een bandje. Toen Keith Relf The Yardbirds verliet en Renaissance begon, vroeg hij haar hiervoor. Relfs stem is te omschrijven als mystiek helder. Vervolgens ontstond binnen Renaissance een komen en gaan van musici. Uiteindelijk ging de band verder met Annie Haslam, die een soortgelijke, iets steviger, stem heeft. Na verloop van tijd dook de band Illusion op, met ex-leden van Renaissance en genoemd naar het tweede album van die band. De spin-off was waarschijnlijk een gevolg van een reünie als gevolg van het overlijden van Keith Relf. Er volgden twee albums waarna het weer stil werd. De basis van Illusion ging verder onder de naam Stairway, waarin ook Relf plaatsnam. Jaren later volgde het derde album van Illusion.
Ondertussen gaf Relf een aantal singles zelf uit, die in Nederland zo goed als onbekend zijn gebleven. De dromerig klinkende zangeres heeft wel een fanclub, die haar eerde in 2009 door een verzamelalbum uit te brengen.

## Discografie
- 1969: Renaissance (Renaissance)
- 1971: Illusion (Renaissance)
- 1971: Without a song from you / Make my time pass by (single)
- 1977: Out of the Mist (Illusion)
- 1978: Illusion (Illusion)
- 1986: Aquamarine (Stairway)
- 1988: Moonstone (Stairway)
- 1990: Enchanted Caress (Illusion)
- 1995: Raindreaming (Stairway)
- 2001: Through the Fire van Renaissance Illusion
- 2009: The Complete Collection 1969-1995

Er verscheen een promotiesingle van Relf voor Findus TV, waarop zij samen speelt met Chris Spedding: Gone Fishing / Hindus from the Findus Kitchen.
huidig: Annie Haslam · Mark Lambert · John Arbo · Frank Pagano · Geoffrey Langley · Rave Tesar
voormalig: John Hawken · Jane Relf · Keith Relf · Louis Cennamo · Jim McCarty · Michael Dunford · Terry Slade · Neil Korner · Terry Crowe · John Tout · Anne-Marie Cullom · Danny McCulloch · Frank Farrell · John Wetton · Jon Camp · Ginger Dixon · Mick Parsons · Rob Hendry · Terence Sullivan · Pete Finberg · Gavin Harrison · Mike Taylor · Raphael Rudd · Greg Carter · Charles Descarfino · Mickey Simmonds · David J. Keyes · Tom Brislin · Jason Hart · Ryche Chlanda · Leo Traversa